# Linia kolejowa Kojetín – Valašské Meziříčí
Linia kolejowa Kojetín – Valašské Meziříčí (Linia kolejowa nr 303) – jednotorowa, niezelektryfikowana linia kolejowa o znaczeniu regionalnym w Czechach. Łączy Kojetín i Valašské Meziříčí. Przebiega  przez terytorium Kraju ołomunieckiego i zlińskiego.
Linia kolejowa została otwarta 1 czerwca 1888 roku jako część austriackiej Kolei Miast Morawsko-Śląskich. Sekcja Kroměříž – Bystřice pod Hostýnem została oddana do użytku już w latach 1880–1882. Po podziale Śląska Cieszyńskiego pomiędzy Polskę oraz Czechosłowację utworzono posterunek graniczny na moście kolejowym na Olzie w Cieszynie. Dawna austriacka kolej została podzielona na linie polskie i czechosłowackie, wówczas powstała linia kolejowa Kojetín – Valašské Meziříčí.